# John Wetton

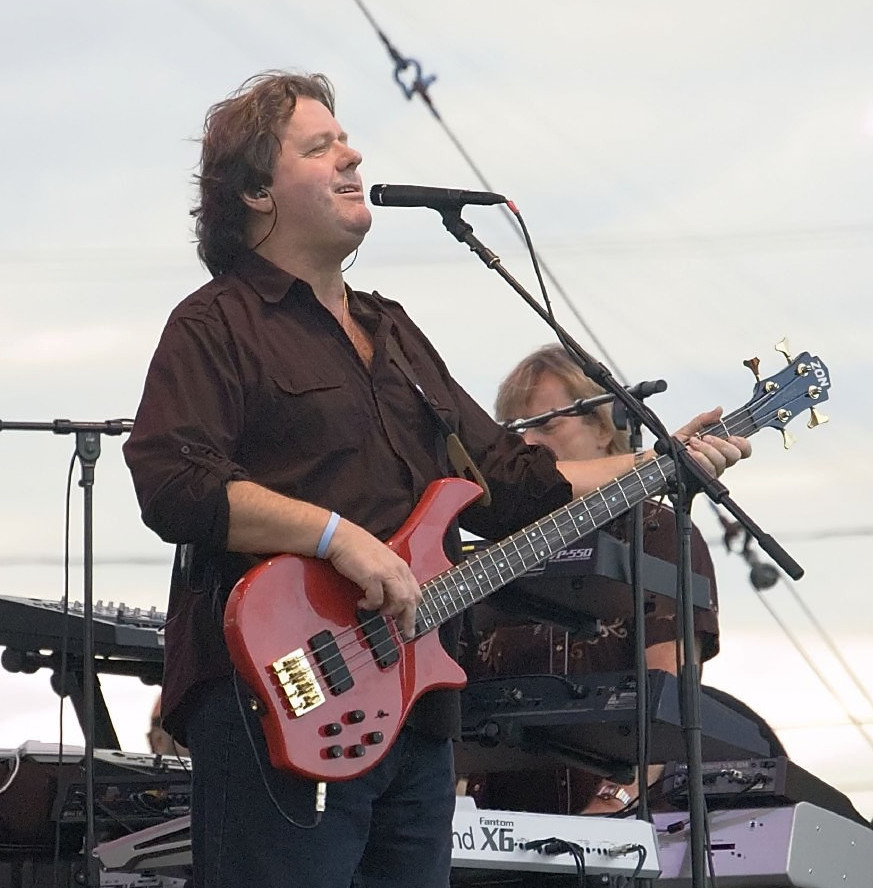
John Wetton live mit Asia (2006)

John Kenneth Wetton (* 12. Juni 1949 in Willington; † 31. Januar 2017 in Bournemouth) war ein britischer Bass-Spieler und Sänger.
Er war Mitglied der Bands Family, King Crimson, Roxy Music, der Bryan Ferry Band, Uriah Heep, UK, Wishbone Ash und Asia.

## Leben

### 1960er Jahre: Corvettes, The Palmer-James Group, Tetrad, Mogul Thrash
Knapp vor Wettons zehntem Geburtstag zog die Familie Wetton von Derby an die Südküste nach Bournemouth, Grafschaft Dorset. Dort lernte John Wetton in der Schule Richard Palmer-James kennen, der in einer Band namens The Corvettes Gitarre spielte. Bei einer Umbesetzung wurde John Wetton, der als 13-Jähriger schon als hervorragender Bassist und Sänger bekannt war, in der Band aufgenommen. Man spielte Covers und trat damit bei allen möglichen Anlässen in der Gegend auf. Nach einer Änderung der musikalischen Stilrichtung wurde die Band in The Palmer-James Group umbenannt. Nachdem Palmer-James 1965 die Schule beendet hatte und für drei Jahre nach Wales studieren gegangen war, wurde die Band umbesetzt. Als Palmer-James 1968 zurückkam, gründete er gemeinsam mit Wetton eine neue Band namens Tetrad. Im selben Jahr hatte John Wetton ein Engagement als Bassist für eine Rumänien-Tour mit dem einstigen Kinderstar Helen Shapiro. Nach seiner Rückkehr stellte sich Tetrad beim Plattenlabel Decca Records vor, jedoch ohne Erfolg. Nach einer Englandtour wechselte man wieder den Bandnamen und nannte sich Ginger Man. Der letzte Auftritt der Band fand am 5. Juli 1969 in Salisbury statt.
John Wetton fuhr in der Folge nach London und versuchte, bei der Band Atomic Rooster unterzukommen. Dort lernte er Carl Palmer, der schon in der Band war, und Steve Howe, der sich ebenfalls um eine Stelle in der Band bewarb, kennen. Er wurde aber ebenso wie Howe abgelehnt. Als 18-Jähriger zog Wetton endgültig nach London um und schloss sich dort einer Band namens Splinter an, die ihm ein mehrwöchiges, jedoch schlecht bezahltes Engagement im Storyville Club in Köln (Deutschland) verschaffte. Zurück in London gründete John Wetton gemeinsam mit James Litherland, der gerade Colosseum verlassen hatte, die Band Brotherhood, die sich kurze Zeit später in Mogul Thrash umbenannte. Mit Produzent Brian Auger und Engineer Eddie Offord wurde ein Album veröffentlicht. Kurz danach nahm die Band noch eine Single auf, Sleeping in the Kitchen, welche in Belgien ein Hit wurde. Getourt wurde hauptsächlich am Festland, der Erfolg in England blieb der Band aber verwehrt.

### Frühe bis mittlere 1970er Jahre: Family, King Crimson, Roxy Music, Uriah Heep
Als sich die Band aufgrund rechtlicher Vertragsprobleme trennte, nahm John Wetton vermehrt Angebote als Studiomusiker an. So wurde unter anderem auch der bekannte Beatles-Produzent George Martin auf ihn aufmerksam und er engagierte John Wetton für einige seiner Projekte als Studiomusiker, wodurch er ein passables Einkommen erzielen konnte. In dieser Zeit spielte er unter anderem auch bei zwei Auftritten der Band Renaissance, darunter einen beim bekannten Reading Festival. Er arbeitete auch für einige Zeit in Amerika, kehrte aber 1971 nach London zurück, weil dort der Progressive Rock aufkam, der ihn in seinen Bann zog.
Jim Cregan, den Wetton aus Jugendzeiten kannte, rief ihn an und schlug ihm vor, bei der Band Family vorzuspielen, da diese einen Bassisten suchte. John Wetton wurde vom Fleck weg engagiert. Hier fiel er nicht nur durch seine Fähigkeiten am Bass auf, sondern engagierte sich sehr stark bei den Arrangements der Songs, spielte verschiedenste Instrumente, darunter auch, wie sein Vorgänger Ric Grech, Geige, und konnte sich teilweise mit einigen sehr interessant arrangierten Backgroundvocals (z. B. My Friend the Sun) und sogar einigen, wenn auch wenigen Leadvocals (Larf and Sing, Spanish Tide) hervortun. Mit Family nahm er zwei Alben, Fearless und Bandstand, auf, die hervorragende Plattenkritiken bekamen. Außerdem war Family für Wetton die erste Band, mit der er bei Live-Auftritten vor einem größeren Publikum spielen konnte.
Robert Fripp, Mitbegründer der Band King Crimson, wollte John Wetton schon 1971 in seine Band einbauen, Wetton schlug aber zunächst aus. Als Fripp ihm 1972 mitteilte, die Band unter anderem mit Bill Bruford ganz neu zu besetzen, sah er seine Chance gekommen, endlich auch als Leadsänger sein Talent einem breiteren Publikum zu beweisen. Die Band spielte bei ihren Auftritten neben einstudiertem Material ausgedehnte Improvisationen, wobei Wetton den Bass stellenweise so hart spielte, dass nicht selten eine Saite riss. Die Texte stammten überwiegend von Wettons Jugendfreund Richard Palmer-James, zum Teil aber auch schon von Wetton selbst. Als Robert Fripp 1974 die Band unerwartet auflöste, stürzte für John Wetton eine kleine Welt zusammen. Er gab später zu, dass er noch gut und gerne 20 Jahre in der Band geblieben wäre. Kurz zuvor hatte er noch sein Bassspiel zum Album Still (1973) des vormaligen King-Crimson-Texters Peter Sinfield beigesteuert.
Durch das gemeinsame Plattenlabel EG Records kannte Wetton die Musiker der Band Roxy Music. Von diesen wurde er eingeladen mitzuhelfen, einen neuen Bassspieler auszusuchen. Da aber kein geeigneter Bassist gefunden wurde, willigte Wetton ein, bei der anstehenden britischen Tour selbst zur Verfügung zu stehen. Aus der britischen Tour wurde eine große Welttour und Wetton hatte Spaß an der Arbeit, da die Band ein großes Publikum hatte. Wetton spielte auch als Studiomusiker auf Soloalben von Bryan Ferry, Phil Manzanera und Brian Eno.
Im Frühjahr 1975, nach der Roxy-Music-Tour, stieg Wetton bei Uriah Heep ein. Er verbrachte bei der Band ein gutes Jahr und spielte mit ihr zwei Studioalben ein, Return to Fantasy und High and Mighty. Er ging auch mit der Band auf Tournee. Uriah Heep hatte zwar eine große Fangemeinschaft, musste jedoch in der Musikpresse oft schlechte Kritiken einstecken. Mit Wettons Einstieg wendete sich diesbezüglich das Blatt. Wetton hatte hier eine ähnliche Position wie bei Family inne, konnte bei den Arrangements ein kräftiges Wort mitreden und brachte neben seinem markanten Bassspiel auch wieder das Mellotron zum Einsatz. Bei dem Stück One Way Or Another teilten sich John Wetton und Ken Hensley die Leadvocals, da der Lead-Sänger David Byron kurzfristig nicht zur Verfügung stand. Nachdem Byron im Sommer 1976 endgültig die Band verlassen hatte, stieg auch John Wetton aus.

### Späte 1970er Jahre: UK, Wishbone Ash
Während der anschließenden Tour mit der Bryan Ferry Band wurde John Wetton immer wieder von Journalisten gefragt, was aus King Crimson wurde. So nahm er mit Schlagzeuger Bill Bruford Kontakt auf. Gemeinsam mit Keyboarder Rick Wakeman versuchte man eine Band aufzustellen, die jedoch an vertraglichen Problemen mit Wakemans Plattenfirma scheiterte. Einige der Stücke (Beelzebub, Back to the Beginning, Paper Talk) fanden sich später auf Soloalben von Bill Bruford und John Wetton wieder. Wetton und Bruford einigten sich dann darauf, unter dem Namen UK etwas Größeres auf die Beine zu stellen, und jeder durfte einen Mann in die Band holen. Bruford holte Gitarrist Allan Holdsworth, der einer der gefragtesten Fusionmusiker seiner Zeit war, während Wetton den Tastenvirtuosen Eddie Jobson (Roxy Music, Frank Zappa Band) an Bord holte. Das Debütalbum UK fand bei den Fans des Progressive Rock großen Anklang. Kurz nach den Aufnahmen zum ersten Album besuchte Wetton Richard Palmer-James, der in München lebt. Dort entstand im Februar 1978 in zehn Tagen juxhalber das Album I Wish You Would unter dem Projektnamen „Jack-Knife“. Dieses Album wurde im Wesentlichen von den Bandmitgliedern der früheren Band Tetrad aufgenommen, und es wurden großteils auch Musikstücke aus dieser Zeit ausgewählt. Zurück in England startete die UK-Welttour, mit teilweise sehr großem Publikumsandrang. Trotzdem wurde die Band umgebaut, Bruford und Holdsworth verließen die Band, gemeinsam mit Terry Bozzio wurde das zweite Album Danger Money eingespielt. Das Stück Rendezvous 6:02 wurde in Holland ein Top-20-Hit. 1979 wurde noch das Live-Album Night After Night mit zwei neuen Stücken veröffentlicht. UK traten teilweise als Vorgruppe zu Jethro Tull auf, ihr letztes Konzert fand jedenfalls im Dezember 1979 in Nijmegen in den Niederlanden statt. Danach ging man getrennte Wege, ohne jemals die Band offiziell aufzulösen.
John Wetton versuchte nun, die schon mit der Band UK begonnene Trendwende zu kommerzielleren Songs für sich zu nutzen und wollte mit Caught in the Crossfire ein dementsprechendes Soloalbum auf den Markt bringen. Die Plattenfirma war aber von den Aufnahmen nicht überzeugt und brachte das Album zuerst gar nicht und später nur in einer begrenzten Stückzahl auf den Markt, sodass es bis zum Erscheinen der CD ein begehrtes Sammlerstück wurde.
Die nächste Station war die Twin-Gitarren-Formation Wishbone Ash. Obwohl er auf deren Album Number the Brave alle Bassparts in gewohnter Qualität einspielte und auch einen eigenen, selbst eingesungenen Song (That’s That) beisteuern durfte (der zweite Titel, den Wetton für Wishbone Ash geschrieben hatte, Here Comes the Feeling, fand keinen Platz auf dem Album und landete später auf dem ersten Asia-Album), trennte man sich noch vor der anstehenden Livetour von ihm.
Wettons bereits in den 1970er Jahren begonnener übermäßiger Alkoholgenuss hatte sich spätestens am Ende der 1970er Jahre zu einer schweren Abhängigkeit entwickelt. Wie Wetton selbst angab, hatte er seine Alkoholsucht bis kurz vor seinem Einstieg bei Asia noch so weit im Griff, dass sie seine Arbeit in der Regel nicht behinderte (wie es dann später, vor allem in den neunziger Jahren, der Fall sein sollte). Dennoch waren Rückschläge wie die Auflösung von King Crimson und der Misserfolg seines Soloalbums seiner Gesundheit nicht zuträglich und verschlimmerten die Sucht.

### 1980er Jahre: Asia
Nach einem Versuch, bei der französischen Band Atoll einzusteigen, mit der er drei Nummern, einschließlich Here Comes the Feeling, eingespielt hatte, ging John Wetton auf Anregung des Managers Brian Lane mit dem Ex-Yes-Gitarristen Steve Howe ins Studio, um gemeinsam einige Songs aufzunehmen. Als Schlagzeuger wurde Carl Palmer engagiert. Geoff Downes (Keyboards), der in Folge ein beständiger Partner John Wettons wurde, stieß, vorgeschlagen von Howe, als letzter zur Formation. Die Band nannte sich Asia und hatte mit ihrem Debütalbum Asia einen durchschlagenden Erfolg. Die Platte belegte für neun Wochen Platz 1 in den US-Billboard Charts und war 1982 das meistverkaufte Album in den USA. Nach dem weniger erfolgreichen zweiten Album Alpha wollte Wetton nicht mehr mit Howe arbeiten. Sein Anliegen scheiterte und Wetton wurde kurzzeitig durch Greg Lake ersetzt, ein Intermezzo, bei dem auch seine Alkoholkrankheit eine Rolle spielte. Nachdem Lake aufgrund unterschiedlicher musikalischer Vorstellungen ein neues Album betreffend das Asia-Projekt verlassen hatte, kehrte Wetton in die Band zurück, womit Howes Zeit bei der Band beendet war. Howe wurde in der Folge durch verschiedene Gitarristen ersetzt, beim dritten Studioalbum Astra etwa durch den Schweizer Armand „Mandy“ Meyer (Ex-Krokus).
Da das dritte Album, dessen Produktion länger als ein Jahr dauerte, nicht mehr die erwarteten Verkaufszahlen erreichte, wurde es eine Zeit lang still um Asia, ohne dass die Band sich offiziell auflöste. Die einzelnen Musiker verfolgten eigene Projekte, John Wetton wandte sich wieder vermehrt Studioprojekten anderer Künstler zu, stellte ihnen auch eigene Texte zur Verfügung und versuchte sich als Produzent. Ein auf dem Soundtrack zu Over the Top erschienener Titel von Asia wurde in Wahrheit nur von Wetton eingesungen. Wetton wirkte 1986 auch beim Projekt Phenomena mit. Die dabei entstandene Ballade Did it all for Love, die von John Wetton gesungen wurde, war in Teilen Europas und besonders im südamerikanischen Raum ein Hit. 1986 entstand auch das Duettalbum mit Phil Manzanera. 1988 übersiedelte der renommierte Londoner Marquee Club. Bei der Schlussveranstaltung am alten Ort gab Wetton gemeinsam mit Don Airey, Robin George und Carl Palmer zwei Konzerte.
Ende der 1980er Jahre und Anfang der 1990er Jahre gab es eine Reihe von Asia-Comeback-Konzerten in unterschiedlichsten Besetzungen, bei der ersten Tour spielte noch John Young die Keyboards, mit dem John Wetton später bei den eigenen Soloalbum intensiv zusammenarbeitete. So wurde damals schon eine Urversion des Liedes Arkangel live aufgeführt.

### 1990er Jahre: Solokarriere, zahlreiche Gastspiele und Asia-Reunion
Im Frühjahr 1991 verließ Wetton nach einer erfolglosen Tour frustriert Asia. Er zog von England nach Kalifornien und begann dort mit der Arbeit an seinem zweiten Solo-Album. Wetton hatte einen Vertrag bei Virgin Records America und arbeitete eng mit dem Manager Jordan Harris zusammen. Als EMI Virgin aufkaufte, verließ Harris die Firma. Wetton erreichte die Nachricht, dass sämtliche bislang unveröffentlichte Alben von Künstlern, mit denen Harris Verträge abgeschlossen hatten, bis auf weiteres unveröffentlicht bleiben sollten. Das betraf auch Wettons Solo-Album, das bis dato noch Raised in Captivity hieß. Dann wurde Wetton von EMI freigestellt – allerdings wurde ihm sein Album zurückgegeben. Es wurde daraufhin 1994 von dem kleinen Label Eclipse veröffentlicht, unter dem Titel Battle Lines, in Japan erhielt es dagegen den Namen Voice Mail.
Battle Lines leitete eine neue Ära in Wettons Musikerleben ein. In der Folge erschienen mehrere Soloalben sowie zahlreiche Livealben. Die unterschiedlichsten Band-Besetzungen – so kam es auch zu Solo-Touren, bei denen er seinen Gesang mit akustischer Gitarre begleitete – führten wieder zu vermehrter Mitwirkung bei den Projekten anderer Künstler. Die bemerkenswerteste darunter war wohl die Einladung von Steve Hackett, mit dem er alte Genesis-Stücke in neuem Gewand aufführte. Beachtlich waren auch die Live-Konzerte, bei denen ein hochkarätiges Musikerkollegium neben den Genesis- und Hackett-Songs auch Lieder von King Crimson und John Wetton zum Besten gab.
Wettons Solokonzerte in dieser Zeit erlangten unter seinen Fans traurige Berühmtheit, weil bei jedem Konzert die Gefahr bestand, dass es kurzfristig abgesagt werden musste. Wettons schwerer Alkoholismus hatte dazu geführt, dass man ihn bisweilen nach dem ersten Song von der Bühne tragen musste.
Der erneute Kontakt zwischen dem Asia-Musiker Geoff Downes und Wetton im Juli 1998 und die Auflösung von Emerson, Lake and Palmer im Dezember desselben Jahres ließ für kurze Zeit eine Wiedervereinigung der vier Asia-Gründer Downes, Wetton, Palmer und Steve Howe möglich erscheinen. Allerdings blieb Howe weiterhin festes Yes-Mitglied und war nicht willens, sich Asia anzuschließen, so dass man sich als Ersatz an Dave Kilminster wandte. Doch Wettons Alkoholproblem und die Tatsache, dass Downes als Einziger für die Beteiligung seines Asia-Kollegen John Payne eintrat, sowie die Weigerung Paynes, seine Rechte an dem Namen „Asia“ an die drei anderen Musiker abzutreten, führten dazu, dass Downes einen Rückzieher machte, weil ihm das Risiko, die Zusammenarbeit mit Payne (und damit die Band Asia) wegen einiger weniger Reunion-Konzerte mit dem unzuverlässigen Wetton aufs Spiel zu setzen, zu groß war.
Palmer und Wetton beschlossen daraufhin, mit Kilminster zusammen eine eigene Band zu gründen. Sie engagierten als viertes Mitglied das ehemalige Asia-Mitglied John Young und nannten die neue Band Qango. Nach der Auflösung dieser Band 2000 wandte sich Wetton wieder seiner Solokarriere zu. In der Zwischenzeit hatte er sich an einem Projekt seines Managers Martin Darvill beteiligt, an dem unter anderem auch die Musiker Al Stewart, Martin Orford von IQ und Jadis, Nick Barrett von Pendragon sowie die komplette Arena-Besetzung (noch mit Paul Wrightson) mitwirkten.
Seit 2005 entstanden zudem Duettalben mit seinem Asia-Mitstreiter Geoff Downes, vier davon unter dem Projektnamen Icon.
Mitte 2006 kam es nach der Aussöhnung zwischen Wetton und Howe zu einer Asia-Reunion in der Originalbesetzung.
Zu dieser Zeit hatte Wetton auch seine Alkoholkrankheit in den Griff bekommen. Eine der Spätfolgen hatte jedoch zu einer nur zufällig entdeckten, durch Arteriosklerose ausgelösten koronaren Herzkrankheit geführt, die im August 2007 eine Herzoperation nötig machte.
Insgesamt zeigten sich die Spätfolgen des jahrelangen Alkoholmissbrauchs. Im Mai 2015 musste John Wetton ein weiteres Mal operiert werden, dieses Mal aufgrund einer kurz zuvor diagnostizierten Krebserkrankung. Während der gut verlaufenen OP wurde Wetton ein rund 1 kg schwerer, maligner Tumor entfernt.
Am 31. Januar 2017 starb John Wetton im Alter von 67 Jahren nach langem Krebsleiden. Eric Clapton widmete John Wetton daraufhin einen Song. Yes spielten im Februar 2017 bei ihren Konzerten zu Ehren von John Wetton Heat of the moment. Drei der fünf Yes-Musiker gehören oder gehörten Asia an.

## Diskografie (Alben, ohne Kompilationen)

### Solo-Studioalben
- Caught in the Crossfire, 1980, E'G/Polydor Records
- Battle Lines, 1994, Eclipse Records (zum Teil unter dem Titel Voice Mail erschienen)
- Arkangel, 1997, Eagle Records
- Chasing the Deer (Film Soundtrack), 1998, Blueprint Records
- Welcome to Heaven, 2000, Avalon Records (japanische Ausgabe des Albums Sinister)
- Sinister, 2001, Giant Electric Pea Records
- Rock of Faith, 2003, Giant Electric Pea Records
- Raised in Captivity, 2011, Frontiers Records

### Solo-Livealben
- Chasing the Dragon (Live in Japan), 1994 , Eclipse Records
- Akustika Live in Amerika, 1996, Blueprint Records
- Live in Tokyo 1997, 1997, Blueprint Records
- Hazy Money (Live in New York City USA, May 27, 1997), 1997 Blueprint Records
- Sub Rosa (Live in Milan July 5, 1998), 1998 Blueprint Records
- No Mans Land (Live in Poland, May 1998), 1998 Giant Electric Pea Records
- Live At The Sun Plaza Tokyo 1999, 1999 Blueprint Records
- Live in Argentina 1996, 2002, Blueprint Records
- An Evening With John Wetton - Live at The John Wetton Fan Convention, July 20, 2002
- Live Via Satellite, 2002, Primary Purpose
- Live At XM Satellite Radio, 2003, Northern Line Publishers
- Live in Stockholm 1998, 2003, Blueprint Records
- Live in Osaka 1997, 2003, Blueprint Records
- From the Underworld, 2003, Classic Rock Legends
- Live In The Underworld, 2003, Classic Rock Legends  (CD + DVD)
- Agenda, 2003, Metal Mind Productions
- Amata, 2004, Metal Mind Productions

### Kompilation
- King's Road: 1972-1980, 1987, EG (mit King Crimson (1973–1974), UK (1978–1979), Jack-Knife (1979), John Wetton (1980))
- Compilation CD, 1996, Resurgence (mit Asia, Geoff Downes, John Wetton, U.K., Phil Manzanera)
- Anthology, 2001, NMC Music
- Caught In The Crossfire, 2002, Superior (Kompilation)
- The Asia Story Featuring John Wetton, 2003, Retro (mit Asia)
- Amorata / Agenda, 2006, CD-Maximum (CD + DVD)
- Agenda/Amorata/Amata, 2009, Metal Mind Productions (CD + DVD)
- The Studio Recordings Anthology, 2015, Primary Purpose
- The Official Bootleg - Archive Vol 1 (Live In Argentina 1996 · Live In Osaka 1997 · Live In Tokyo 1999), 2016, Primary Purpose
- An Extraordinary Life (The Solo Albums), 2023, Spirit Of Unicorn Music (mit 51 Bonustracks und 2 Bonus-CDs)

### DVD
- The John Wetton Fan Convention, 2002, Northern Line Publishers
- Live In The Underworld, 2003, Classic Rock Legends
- Amorata, 2003, Metal Mind Productions
- The Ultimate Anthology, 2004, Ragnarock

### Singles
- I'll Be There, 1980, Polydor
- Turn On The Radio, 1980, Polydor
- Right Where I Wanted To Be, 1994, SPV GmbH
- Battle Lines, 1994, Cromwell Productions
- Jane, 1994, Canyon International
- You're Not The Only One, 1995, Avalanche Records
- Rendez-vous 6:02 (Live), 1996, Crisis
- The Last Thing On My Mind, 1998, Eagle Records

### Duettalben

#### Mit Phil Manzanera
- Wetton/Manzanera 1987, Geffen Records (die CD-Ausgabe heißt One World)
- Keep On Loving Yourself 1987, Geffen Records (Single)
- Round In Circles / Talk To Me 2020, Renaissance Records (Single)

#### Mit Richard Palmer-James
- Monkey Business 1997, Blueprint Records
- Jack-Knife / Monkey Business 1972 - 1997 2014, Primary Purpose (Kompilation)

#### Mit Ken Hensley
- More Than Conquerors, Live, 2003 (CD, DVD)
- One Way or Another, Live, 2003, Classic Rock Legends

#### Mit Geoffrey Downes
- Icon 2005, Frontiers Records/UMe Digital (US)
- Acoustic TV Broadcast- Live, 2006, Frontiers Records
- Icon II: Rubicon 2006, Frontiers Records (US)
- Icon 3: 2009, Frontiers Records (I)

### Bands

#### Mit Mogul Thrash
- Mogul Thrash, 1971

#### Mit Family
- Fearless, 1971 (UK #14, US #177)
- Live
- Bandstand, 1972 (UK #15, US #183)

#### Mit King Crimson
- Live At The Zoom Club (Live)
- The Beat Club (Live)
- Live in Guild (Live)
- Larks’ Tongues in Aspic, 1973 (UK #20, US #61)
- The Great Deceiver 1973-1974 (Live), 1992
- The Nightwatch 23.November 1973 (Live), 1997
- Starless and Bible Black, 1974 (UK #28, US #64)
- Live in Mainz (Live)
- U.S.A. 1974 (Live), 1975
- Live in Central Park (Live)
- Red, 1974 (UK #45, US #66)
- Starless – 40th Anniversary Edition Box-Set 1973-1974 (Live, 23 CDs, 2 Blu-Rays, 2 DVDs), 2014
- The Road To Red – 40th Anniversary Edition – Box-Set 1974 (Live, 21 CDs, 2 Blu-Rays, 1 DVD), 2013

#### Mit Uriah Heep
- Return to Fantasy, 1975 (DE 21 / AT 3 / NL 10 / NO 2 / NZ 29)
- High and Mighty, 1976 (DE 48 / NL 14 / SE 21 / NO 4)

#### Mit Jack-Knife
- I Wish You Would, 1979

#### Mit U.K.
- U.K., 1978 (UK #43)
- Concert Classics, Vol. 4 1978, 1999
- Danger Money, 1979 (NL #37, US #45)
- Night After Night, 1979 (US #109)

#### Mit Wishbone Ash
- Number the Brave

#### Mit Asia
- Asia, 1982
- Live in Buffalo (Live), 1982 (veröffentlicht 2003)
- Quadra (Live), 1982 (veröffentlicht 2002)
- Live In Pittsburgh 1982.04.25 (Live), 1982 (veröffentlicht 2007)
- Alchymya: Live in New York, NY 1982 (Live), 1982 (veröffentlicht 2009)
- The Official Live Bootlegs Volume 1 (Live), 1982 (veröffentlicht 2021)
- Alpha, 1983
- Live in Massachusetts ’83 (Live), 1983  (veröffentlicht 2004)
- Alive in Hallowed Halls (Live), 1983  (veröffentlicht 2001)
- Ensŏ' Kai (Live), 1983  (veröffentlicht 2001)
- Live At The Budokan Arena Tokyo, Japan 1983 (Live), 1983  (veröffentlicht 2022)
- Astra, 1985
- Andromeda (= Now! Live in Nottingham) (Live), 1990
- Access All Areas (Live), 1990 (veröffentlicht 2015) (CD + DVD)
- Then and Now, 1990  (Kompilation)
- Live in Hyogo (Live), 1990,  (veröffentlicht 2003)
- Dragon Attack (Live), 1990,  (veröffentlicht 2003)
- Live in MOCKBA 09-X1-90 (Live), 1990,  (veröffentlicht 1991)
- Live In Frankfurt 1990.12.13 (Live), 1990,  (veröffentlicht 2007)
- Live (Central Studios 23rd June 1990) (Live), 1990,  (veröffentlicht 2019) (nur LP)
- Rare, 1999 (Soundtrack), 1999 (Instrumental)
- Asia In Concert (Live), ?,  (veröffentlicht 2002) (CD + DVD)
- Greatest Hits Live (Live), 2006
- Live At Shepherd's Bush Empire (Live), 2006
- Live At Carling Academy Glasgow (Live), 2006
- Live At Carling Academy Liverpool (Live), 2006
- Fantasia (Live In Tokyo) (Live), 2007
- Live In São Paulo 2007 (Live), 2007
- Live In Milwaukee 2008 (Live), 2008
- Live In Barcelona 2008 (Live), 2008
- Live In San Francisco 2008 (Live), 2008
- Live In Tokyo 2008 (Live), 2008
- Live In Phoenix 2008 (Live), 2008
- Under The Bridge (Live), 2008 (veröffentlicht 2012)
- Phoenix, 2008
- Spirit Of The Night: The Phoenix Tour Live In Cambridge 2009 (Live), 2009 (veröffentlicht 2010)
- Omega, 2010
- High Voltage Live (Live), 2010 (veröffentlicht 2014) (CD + DVD)
- The Omega Tour Live - Live At The Picture House, Edinburgh 10.12.2010 (Live), 2010 (veröffentlicht 2011)
- Resonance (The Omega Tour 2010 - Live In Basel, Switzerland, 4th May 2010) (Live), 2010 (veröffentlicht 2012)
- Resonance: The Omega Tour 2010 Volume 1 (Live), 2010 (veröffentlicht 2013)
- Resonance: The Omega Tour 2010 Volume 2 (Live), 2010 (veröffentlicht 2013)
- Greatest Live Hits (Live), 2010 (veröffentlicht 2016)
- The Omega Tour Live (Live At The London Forum) (Live), 2011
- XXX, 2012
- Axis XXX Live San Francisco (Live), 2012 (veröffentlicht 2015)
- Symfonia (Live In Bulgaria 2013 - With The Plovdiv Opera Orchestra) (Live), 2013 (veröffentlicht 2017)
- Gravitas, 2014

#### Mit Qango
- Live in the Hood (Live)

#### Mit District 97
- The Perfect Young Man
- One More Red Night: Live In Chicago, 2013

#### Mit The Les Paul Trio
- New York Minute: Live At The Iridium, New York, 2013

### Als Gastmusiker und/oder Texter und/oder Produzent
- Agnetha Fältskog – Eyes of a Woman (Songwriter auf We Move As One)
- Anneke van Giersbergen – To Catch A Thief (auf Pure Air) (Gesang auf To Catch A Thief)
- Atoll – Rock Puzzle (Gesang auf Here Comes The Feeling, No Reply, Eye To Eye - Bonustracks)
- Ayreon – The Theory Of Everything (Gesang auf The Consultation, Diagnosis, Dark Medicine, Side Effects)
- Eno – Here Come the Warm Jets (Gitarre auf Baby's On Fire, Driving Me Backwards)
- Bryan Ferry – Another Time, Another Place (Bass auf allen Songs)
- Bryan Ferry – In Your Mind (Musikant auf allen Songs)
- Bryan Ferry – Let’s Stick Together (Bass auf Sea Breezes)
- Bryan Ferry – The Bride Stripped Bare (Bass auf This Island Earth)
- Chapman/Whitney – Streetwalkers(Hintergrundgesang auf allen Songs)
- Cher – Love Hurts (Songwriter auf I'll Never Stop Loving You)
- Daniele Liverani – Genius.A Rock Opera.Episode 1
- David Byron – Take No Prisoners (Mellotron auf Man Full Of Yesterdays, Love Song)
- David Cassidy – David Cassidy (Songwriter auf Prisoner)
- David Cross – Exiles (Gesang auf Exiles, This Is Your Life)
- Duncan Mackay – Score (Gesang auf Spaghetti Smooch, Pillow Schmillow, No Return)
- Edwards Hand – Stranded (Bass auf allen Songs)
- Galahad – Year Zero (Gesang auf Belt Up, Haunted, Take A Deep Breath And Hold On Tight und Hintergrundgesang auf allen anderen Songs)
- Genius – Episode 1: A Human Into Dreams' World (Gesang auf allen Songs)
- Gordon Haskell – It Is And It Isn’t (Harmoniegesang auf allen Songs)
- Ian McDonald – Driver’s Eyes (Gesang' auf Forever And Ever)
- Jade – Fly On Strangewings
- Jefferson Airplane – I Love You This Much
- Ken Hensley – Running Blind
- Lana Lane – Project Shangri-La
- Larry Norman – Only Visiting This Planet
- Liesegang – No Strings Attached, 2003
- Malcolm & Alwyn – Fool’s Wisdom
- Martin Darvill and Friends – The Greatest Show on Earth
- Martin Orford – Classical Music and Popular Songs
- Martin Orford – The Old Road
- Peter Banks – Peter Banks (=Two Sides of Peter Banks)
- Pete Sinfield – Still (Stillusion = CD-Titel)
- Phenomena II – Dreamrunner
- Philip Rambow – Jungle Law
- Phil Manzanera – Diamond Head
- Phil Manzanera – K-Scope
- Phil Manzanera – Primitive Guitars
- Phil Manzanera – The Southern Cross
- Rare Bird – Somebody’s Watching
- Roger Chapman – Hyenas Only Laugh For Fun
- Roger Chapman – Kiss My Soul
- Roger Chapman – Mail Order Magic
- RX – Elements
- RX with John Wetton – Live in London (Live)
- Simon Cummings – Everybody’s Got a Crises in Their Life
- Steve Hackett – Darktown
- Steve Hackett – Genesis Revisited
- Steve Hackett – The Tokyo Tapes (Live)
- The December People – Sounds Like Christmas
- The Name – Promise
- Vow Wow – V
- Various Artists – After Crying Live – Struggle for Life
- Various Artists – Encores, Legends & Paradox (ELP Tribute)
- Various Artists – Guitar Speak
- Various Artists – Over The Top (Filmmusik)
- Various Artists – Progfest ’97 (Live)
- Various Artists – The Fox Lies Down (Genesis Tribute)
- Various Artists – The Sky Goes All The Way Home
- Various Artists – The Spirit of Jimmy Hendrix (Live)
- Various Artists – To Cry You a Song (Jethro Tull Tribute)
- Various Artists – Top Musicians Play: Pink Floyd The Wall (2009) Song "Hey You"
- Various Artists – The Many Faces Of Pink Floyd (2013) Song "Us And Them", "Eclipse", "Mother"